# プロジェクトスタジオQ
株式会社プロジェクトスタジオQ（英: Project Studio Q, Inc）は、日本の映像制作会社。

## 概要
3DCGアニメ業界の人材不足の解決を目的とし、2017年7月に、スタジオカラー・ドワンゴ・学校法人麻生塾の三社によって、福岡に設立された。設立時代表取締役には元ドワンゴ取締役太田豊紀、取締役には株式会社カラー取締役の小林浩康、学校法人麻生塾理事長の麻生健が就任。また、技術管理統括として元ドワンゴ鈴木慎之介、創作管理統括として、スタジオカラー社長庵野秀明も名を連ねている。
2019年4月、二代目社長として小林浩康が就任。
2024年7月、三代目社長として鈴木慎之介が就任。

## 特徴
毎年「Award:Q Anime CG Award」と呼ばれるCGコンテストを開催し、クリエーターの育成や業界への輩出に力を入れている。
また、スタジオカラーとともに、Blenderへの移行を表明しており、カラーはCorporate Silverとして、スタジオQはBronze membersとしてそれぞれBlender財団に対して寄付を行った。スタジオカラーで製作中の『シン・エヴァンゲリオン劇場版』の中でも積極的にBlenderを採用するとしている。
Blenderによるアニメーション制作の過程で開発したツール群「Tools:Q」を無償公開した。

## 作品

### プロジェクションマッピング
- キャナルアクアパノラマ第10作「エヴァンゲリオン 使徒、博多襲来」 - 制作 (2019年・カラーと共同)

## 制作協力等

### 映画
- プロメア - 3DCG（2019年・TRIGGER）
- シン・エヴァンゲリオン劇場版 - 3DCG (2021・Khara）

### テレビアニメ
- ダーリン・イン・ザ・フランキス - 3DCG（2018年・A-1 Pictures、TRIGGER）

### ゲーム
- 崩壊3rd - 3DCG (戦闘パート) (2020年・miHoYo)

## 関連人物

### 役員
- 鈴木慎之介 - 代表取締役社長（株式会社カラー 執行役員 技術管理統括）
- 麻生健 - 取締役（学校法人麻生塾 理事長）
- 岡島隆敏 - 取締役（株式会社カラー 制作部長）
- 秋本泰行 - 取締役
- 福嶋将吾 - 監査役
- 庵野秀明 - 創作管理統括（株式会社カラー 代表取締役社長）
- 川上量生 - 企画管理統括（株式会社KADOKAWA 取締役）

### 制作
- 執行拓美（所属3Dアニメーター）
- 山内智史（所属3Dアニメーター）
- 白井健太（所属3Dアニメーター）
- 江藤鮎子（所属3Dアニメーター）
- 田川真妃（所属3Dアニメーター）
- 竹並真理恵（所属3Dアニメーター）